# Madagaskar i olympiska sommarspelen 2000
Madagaskar deltog i de olympiska sommarspelen 2000 med en trupp bestående av elva deltagare, men ingen av landets deltagare erövrade någon medalj.

## Boxning
Flugvikt
- Celestin Augustin
  - Omgång 1 - Förlorade mot Andrzej Rzany från Polen (gick inte vidare)

## Friidrott
Herrarnas 100 meter
- Jean Randriamamitiana
  1. Omgång 1 - 12.5 (gick inte vidare)

Herrarnas 110 meter häck
- Joseph Randriamahaja
  1. Omgång 1 - 13.86
  2. Omgång 2 - 14.07 (gick inte vidare)

Herrarnas 400 meter häck
- Yvon Rakotoarimiandry
  1. Omgång 1 - 50.15 (gick inte vidare)

Damernas 100 meter
- Hanitriniaina Rakotondrabe
  1. Omgång 1 - 8.25
  2. Omgång 2 - 9.5
  3. Omgång 3 - 8.64
  4. Final 4 - 7.25

Damernas 100 meter häck
- Rosa Rakotozafy
  1. Omgång 1 - 13.80 (gick inte vidare)

Damernas 4 x 100 meter stafett
- Monica Rahanitraniriana, Hanitriniaina Rakotondrabe, Rosa Rakotozafy, Ony Paule Ratsimbazafy
  1. Omgång 1 - 43.61
  2. Semifinal - 43.98 (gick inte vidare)